# Вирхари
Вирха́ри (болг. Върхари) — село в Кирджалійській області Болгарії. Входить до складу общини Момчилград.

## Населення
За даними перепису населення 2011 року у селі проживали 140 осіб.
Національний склад населення села:
| Національність   | Кількість осіб | Відсоток |
| ---------------- | -------------- | -------- |
| турки            | 136            | 97,1%    |
| цигани           | 4              | 2,9%     |
| болгари          | 0              | 0%       |
| інша             | 0              | 0%       |
| не визначились   | 0              | 0%       |
| Всього відповіли | 140            |          |

Розподіл населення за віком у 2011 році:
Динаміка населення: